# Domingos Antônio da Guia
Domingos Antônio da Guia (Río de Janeiro, 19 de noviembre de 1912 - ibidem, 18 de mayo de 2000), apodado «El Maestro Divino», fue un futbolista brasileño que se desempeñaba en la posición de central. 
Es considerado uno de los mayores ídolos en la historia del Flamengo y del Corinthians  y el mejor central de Brasil en la década de los 30.
Fue internacional con la Selección de fútbol de Brasil, con la que disputó la Copa Mundial de Fútbol de 1938, alcanzando la tercera posición.
Falleció a la edad de 87 años en Río de Janeiro, en su Brasil natal.

## Biografía
Domingos nació en el seno de una familia muy humilde del barrio de Bangu. Trabajó algunos años en una fábrica textil antes de comenzar a jugar para el Bangu en el certamen de Río de Janeiro.
Rápidamente ganó fama como uno de los principales jugadores (defensor central) de Bangu entre los años 1929-1932. A pesar del hecho de que Bangu tuvo una historia de jugadores de color (Francisco Carregal fue el primero en 1905) Domingos presenció el racismo en el fútbol a medida que crecía. Haber visto la brutalidad que algunos de los jugadores de color recibían se cree que fue lo que inspiró a la extraordinaria habilidad de Domingo para driblar con el balón y eludir defensores, un rasgo por el que los brasileños se harían famosos alrededor del mundo. Luego de Bangu, Domingos se cambió al Club Nacional de Football de Uruguay solo por una temporada, tras breves períodos en el Vasco da Gama (Brasil), en el Club Atlético Boca Juniors (Argentina) y luego encontrando una casa en el Flamengo (entre los años 1935-1943). Un breve período en el Corinthians hizo que Domingos volviese a su amado Bangu donde se quedaría hasta su retiro en el año 1948.
En 1959, la revista El Gráfico juntó a Domingos Da Guía con Ernesto Lazzatti, compañeros en Boca, en 1935. Cuando tuvo que definir las características del brasileño, Lazzatti no ahorró en elogios: "Fue un jugador cerebral, hábil e inteligente. Todo era cálculo en él. No necesitaba apelar a la gran velocidad física que tenía, ni tampoco a la natural agilidad de los deportistas de su raza. Su agilidad mental le permitía prescindir de esos atributos. Llegaba a tiempo y sin esfuerzo a la jugada. No chocaba, ni golpeaba. Tocaba o dirigía la pelota con suavidad y sencillez. No se complicaba la vida, ni se la complicaba a los demás".
Domingos también tuvo una exitosa carrera internacional, obteniendo alrededor de 30 copas para Brasil. El hijo de Domingo Ademir da Guia también jugó para Bangu entre los años 1959-1961 antes de convertirse en ídolo en Palmeiras de São Paulo. El hermano de Domingos da Guia, Ladislau da Guia, es el mayor artillero en la historia del Bangu Atlético Club, con 215 goles.

## Clubes
| Club          | País      | Año         |
| ------------- | --------- | ----------- |
| Bangu         | Brasil    | 1929-1932   |
| Vasco da Gama | Brasil    | 1932        |
| Nacional      | Uruguay   | 1933        |
| Vasco da Gama | Brasil    | 1934-1935   |
| Boca Juniors  | Argentina | 1935 - 1936 |
| Flamengo      | Brasil    | 1936-1943   |
| Corinthians   | Brasil    | 1944-1948   |
| Bangu         | Brasil    | 1948-1950   |

## Participaciones en Copas del Mundo
| Mundial                        | Sede    | Resultado    |
| ------------------------------ | ------- | ------------ |
| Copa Mundial de Fútbol de 1938 | Francia | Tercer lugar |

## Palmarés

### Campeonatos estaduales
| Título             | Club          | País   | Año  |
| ------------------ | ------------- | ------ | ---- |
| Campeonato Carioca | Vasco da Gama | Brasil | 1934 |
| Campeonato Carioca | Flamengo      | Brasil | 1939 |
| Campeonato Carioca | Flamengo      | Brasil | 1942 |
| Campeonato Carioca | Flamengo      | Brasil | 1943 |

### Campeonatos nacionales
| Título                        | Club         | País      | Año  |
| ----------------------------- | ------------ | --------- | ---- |
| Primera División de Uruguay   | Nacional     | Uruguay   | 1933 |
| Primera División de Argentina | Boca Juniors | Argentina | 1935 |

### Campeonatos amistosos internacionales
| Título          | Club                | País   | Año  |
| --------------- | ------------------- | ------ | ---- |
| Copa Río Branco | Selección de Brasil | Brasil | 1932 |
| Copa Río Branco | Selección de Brasil | Brasil | 1932 |
| Copa Roca       | Selección de Brasil | Brasil | 1945 |